# Pallanuoto ai campionati mondiali di nuoto 2024 - Torneo femminile
Il torneo di pallanuoto femminile ai campionati mondiali di nuoto 2024 si è disputato dal 4 al 16 febbraio 2024 presso l'Aspire Dome nella città di Doha, in Qatar. Si tratta della 17ª edizione del torneo femminile.
Le squadre partecipanti sono state 16 per il torneo femminile.

## Squadre partecipanti
| Torneo di qualificazione       | Date                          | Luogo             | Posti | Qualificate   |
| ------------------------------ | ----------------------------- | ----------------- | ----- | ------------- |
| Coppa del Mondo 2023           | 11 aprile - 25 giugno 2023    | Long Beach        | 2     | Stati Uniti   |
| Coppa del Mondo 2023           | 11 aprile - 25 giugno 2023    | Long Beach        | 2     | Paesi Bassi   |
| Campionato mondiale 2023       | 16-28 luglio 2023             | Fukuoka           | 4     | Spagna        |
| Campionato mondiale 2023       | 16-28 luglio 2023             | Fukuoka           | 4     | Italia        |
| Campionato mondiale 2023       | 16-28 luglio 2023             | Fukuoka           | 4     | Australia     |
| Campionato mondiale 2023       | 16-28 luglio 2023             | Fukuoka           | 4     | Ungheria      |
| Campionato europeo 2024        | 5-13 gennaio 2024             | Eindhoven         | 3     | Grecia        |
| Campionato europeo 2024        | 5-13 gennaio 2024             | Eindhoven         | 3     | Francia       |
| Campionato europeo 2024        | 5-13 gennaio 2024             | Eindhoven         | 3     | Gran Bretagna |
| Giochi panamericani 2023       | 30 ottobre - 4 novembre 2023  | Santiago del Cile | 2     | Canada        |
| Giochi panamericani 2023       | 30 ottobre - 4 novembre 2023  | Santiago del Cile | 2     | Brasile       |
| Giochi asiatici 2022           | 25 settembre - 1 ottobre 2023 | Hangzhou          | 3     | Cina          |
| Giochi asiatici 2022           | 25 settembre - 1 ottobre 2023 | Hangzhou          | 3     | Kazakistan    |
| Giochi asiatici 2022           | 25 settembre - 1 ottobre 2023 | Hangzhou          | 3     | Singapore     |
| Selezione continentale Africa  | –                             | –                 | 1     | Sudafrica     |
| Selezione continentale Oceania | –                             | –                 | 1     | Nuova Zelanda |
| Totale                         |                               |                   | 16    |               |

## Turno preliminare

### Gruppo A
| Pos. | Squadra     | Pt | G | V | N | P | GF | GS | DR  |
| ---- | ----------- | -- | - | - | - | - | -- | -- | --- |
| 1.   | Stati Uniti | 9  | 3 | 3 | 0 | 0 | 63 | 16 | +47 |
| 2.   | Paesi Bassi | 6  | 3 | 2 | 0 | 1 | 62 | 19 | +43 |
| 3.   | Kazakistan  | 2  | 3 | 1 | 0 | 2 | 17 | 69 | -52 |
| 4.   | Brasile     | 1  | 3 | 0 | 0 | 3 | 20 | 58 | -38 |

| Data       | Ora   | Gara        | Gara                 | Gara        |
| ---------- | ----- | ----------- | -------------------- | ----------- |
| 4 febbraio | 09:00 | Kazakistan  | 10-10 (16-15 d.t.r.) | Brasile     |
| 4 febbraio | 10:30 | Stati Uniti | 10-8                 | Paesi Bassi |
| 6 febbraio | 19:00 | Paesi Bassi | 27-4                 | Kazakistan  |
| 6 febbraio | 20:30 | Brasile     | 5-21                 | Stati Uniti |
| 8 febbraio | 16:00 | Brasile     | 5-27                 | Paesi Bassi |
| 8 febbraio | 17:30 | Stati Uniti | 32-3                 | Kazakistan  |

### Gruppo B
| Pos. | Squadra | Pt | G | V | N | P | GF | GS | DR  |
| ---- | ------- | -- | - | - | - | - | -- | -- | --- |
| 1.   | Spagna  | 9  | 3 | 3 | 0 | 0 | 48 | 20 | +28 |
| 2.   | Grecia  | 6  | 3 | 2 | 0 | 1 | 41 | 31 | +10 |
| 3.   | Cina    | 2  | 3 | 1 | 0 | 2 | 20 | 46 | -26 |
| 4.   | Francia | 1  | 3 | 0 | 0 | 3 | 19 | 31 | -12 |

| Data       | Ora   | Gara    | Gara               | Gara    |
| ---------- | ----- | ------- | ------------------ | ------- |
| 4 febbraio | 12:00 | Cina    | 5-18               | Spagna  |
| 4 febbraio | 13:30 | Grecia  | 11-6               | Francia |
| 6 febbraio | 09:00 | Francia | 6-6 (10-11 d.t.r.) | Cina    |
| 6 febbraio | 19:00 | Spagna  | 16-8               | Grecia  |
| 8 febbraio | 19:00 | Spagna  | 14-7               | Francia |
| 8 febbraio | 20:30 | Grecia  | 22-9               | Cina    |

### Gruppo C
| Pos. | Squadra       | Pt | G | V | N | P | GF | GS  | DR  |
| ---- | ------------- | -- | - | - | - | - | -- | --- | --- |
| 1.   | Ungheria      | 9  | 3 | 3 | 0 | 0 | 71 | 19  | +52 |
| 2.   | Australia     | 6  | 3 | 2 | 0 | 1 | 54 | 20  | +34 |
| 3.   | Nuova Zelanda | 3  | 3 | 1 | 0 | 2 | 44 | 36  | +8  |
| 4.   | Singapore     | 0  | 3 | 0 | 0 | 3 | 7  | 101 | -94 |

| Data       | Ora   | Gara          | Gara | Gara          |
| ---------- | ----- | ------------- | ---- | ------------- |
| 4 febbraio | 16:00 | Australia     | 32-1 | Singapore     |
| 4 febbraio | 17:30 | Ungheria      | 19-8 | Nuova Zelanda |
| 6 febbraio | 10:30 | Nuova Zelanda | 6-13 | Australia     |
| 6 febbraio | 13:30 | Singapore     | 2-39 | Ungheria      |
| 8 febbraio | 09:00 | Singapore     | 4-30 | Nuova Zelanda |
| 8 febbraio | 10:30 | Ungheria      | 13-9 | Australia     |

### Gruppo D
| Pos. | Squadra       | Pt | G | V | N | P | GF | GS | DR  |
| ---- | ------------- | -- | - | - | - | - | -- | -- | --- |
| 1.   | Italia        | 9  | 3 | 3 | 0 | 0 | 59 | 21 | +38 |
| 2.   | Canada        | 6  | 3 | 2 | 0 | 1 | 52 | 19 | +33 |
| 3.   | Gran Bretagna | 3  | 3 | 1 | 0 | 2 | 29 | 47 | -18 |
| 4.   | Sudafrica     | 0  | 3 | 0 | 0 | 3 | 10 | 63 | -53 |

| Data       | Ora   | Gara          | Gara  | Gara          |
| ---------- | ----- | ------------- | ----- | ------------- |
| 4 febbraio | 19:00 | Gran Bretagna | 10-22 | Italia        |
| 4 febbraio | 20:30 | Sudafrica     | 2-24  | Canada        |
| 6 febbraio | 12:00 | Canada        | 20-5  | Gran Bretagna |
| 6 febbraio | 16:00 | Italia        | 25-3  | Sudafrica     |
| 8 febbraio | 10:30 | Sudafrica     | 5-14  | Gran Bretagna |
| 8 febbraio | 12:00 | Italia        | 12-8  | Canada        |

## Fase finale

### Tabellone
| Play-off | Play-off      | Play-off |  |  | Quarti di finale | Quarti di finale | Quarti di finale |  |  | Semifinali | Semifinali  | Semifinali |  |             | Finale      | Finale      | Finale |
|          |               |          |  |  |                  |                  |                  |  |  |            |             |            |  |             |             |             |        |
|          |               |          |  |  |                  |                  |                  |  |  |            |             |            |  |             |             |             |        |
|          |               |          |  |  | 1A               | Stati Uniti      | 10               |  |  |            |             |            |  |             |             |             |        |
| 2C       | Australia     | 20       |  |  |                  | Australia        | 9                |  |  |            |             |            |  |             |             |             |        |
| 3D       | Gran Bretagna | 8        |  |  |                  |                  |                  |  |  |            | Stati Uniti | 11         |  |             |             |             |        |
|          |               |          |  |  |                  |                  |                  |  |  |            | Spagna      | 9          |  |             |             |             |        |
|          |               |          |  |  | 1B               | Spagna           | 12               |  |  |            |             |            |  |             |             |             |        |
| 3C       | Nuova Zelanda | 12       |  |  |                  | Canada           | 9                |  |  |            |             |            |  |             |             |             |        |
| 2D       | Canada        | 14       |  |  |                  |                  |                  |  |  |            |             |            |  |             |             | Stati Uniti | 8      |
|          |               |          |  |  |                  |                  |                  |  |  |            |             |            |  |             |             | Ungheria    | 7      |
|          |               |          |  |  | 1C               | Ungheria         | 13               |  |  |            |             |            |  |             |             |             |        |
| 2A       | Paesi Bassi   | 16       |  |  |                  | Paesi Bassi      | 12               |  |  |            |             |            |  |             |             |             |        |
| 3B       | Cina          | 14       |  |  |                  |                  |                  |  |  |            | Ungheria    | 13         |  |             |             |             |        |
|          |               |          |  |  |                  |                  |                  |  |  |            | Grecia      | 11         |  |             |             |             |        |
|          |               |          |  |  | 1D               | Italia           | 12               |  |  |            |             |            |  | Terzo posto | Terzo posto | Terzo posto |        |
| 3A       | Kazakistan    | 5        |  |  |                  | Grecia           | 14               |  |  |            |             |            |  |             |             | Spagna      | 10     |
| 2B       | Grecia        | 24       |  |  |                  |                  |                  |  |  |            |             |            |  |             |             | Grecia      | 9      |

#### Play off
| Arbitri: | McCall Letshabo |

|                             |           |      |
| Wolves, Sleeking, Joustra 3 | Marcatori | 5 Lu |

| Arbitri: | Kaesler Cheng |

|                |           |         |
| 5 giocatrici 1 | Marcatori | 4 Ninou |

| Arbitri: | Markopoulou Maciel |

|           |           |                  |
| Andrews 6 | Marcatori | 2 Falvey, Cutler |

| Arbitri: | Debreceni Salnichenko |

|            |           |           |
| Houghton 5 | Marcatori | 3 Crevier |

#### Quarti di finale
| Arbitri: | Ohme Couper |

|             |           |                |
| Musselman 3 | Marcatori | 2 4 giocatrici |

| Arbitri: | Zhang Markopoulou |

|         |           |           |
| Forca 5 | Marcatori | 3 Crevier |

| Arbitri: | Dervieux McCall |

|              |                |                      |
| Keszthelyi 3 | Marcatori      | 2 Rogge, Moolhuijzen |
|              | Shootout 5 – 4 |                      |

| Arbitri: | Schwartz Kaesler |

|           |           |         |
| Picozzi 3 | Marcatori | 5 Ninou |

#### Semifinali
| Arbitri: | Zwart Severo |

|         |           |                   |
| Flynn 3 | Marcatori | 3 Ruiz, Piralkova |

| Arbitri: | Ohme Zhang |

|          |                |         |
| Parkes 3 | Marcatori      | 4 Ninou |
|          | Shootout 4 – 2 |         |

#### Finale 3º-4º posto
| Arbitri: | Zwart Painchaud |

|         |           |         |
| Forca 3 | Marcatori | 3 Ninou |

#### Finale
| Arbitri: | Buch Markopoulou |

|          |           |                     |
| Fattal 3 | Marcatori | 2 Keszthelyi, Garda |

### Tabellone 5º-8º posto
|  | 5º- 8º posto | 5º- 8º posto | 5º- 8º posto |             |           | 5º posto  | 5º posto | 5º posto |  |
|  |              |              |              |             |           |           |          |          |  |
|  | Australia    | Australia    | 10           |             |           |           |          |          |  |
|  | Australia    | Australia    | 10           |             |           |           |          |          |  |
|  | Canada       | Canada       | 8            |             |           |           |          |          |  |
|  | Canada       | Canada       | 8            |             | Australia | Australia | 8        |          |  |
|  |              |              |              |             | Australia | Australia | 8        |          |  |
|  |              |              | Paesi Bassi  | Paesi Bassi | 18        |           |          |          |  |
|  | Paesi Bassi  | Paesi Bassi  | Paesi Bassi  | Paesi Bassi | 18        | 10        |          |          |  |
|  | Paesi Bassi  | Paesi Bassi  |              |             |           | 10        |          |          |  |
|  | Italia       | Italia       | 5            |             |           | 7º posto  | 7º posto | 7º posto |  |
|  | Italia       | Italia       | 5            |             |           |           |          |          |  |
|  |              |              |              |             |           |           |          |          |  |
|  |              |              |              |             |           | Canada    | Canada   | 10       |  |
|  |              |              |              |             |           | Canada    | Canada   | 10       |  |
|  |              |              |              |             |           | Italia    | Italia   | 12       |  |

### Tabellone 9º-12º posto
|  | 9º- 12º posto | 9º- 12º posto | 9º- 12º posto |               |      | 9º posto      | 9º posto      | 9º posto  |  |
|  |               |               |               |               |      |               |               |           |  |
|  | Cina          | Cina          | 15            |               |      |               |               |           |  |
|  | Cina          | Cina          | 15            |               |      |               |               |           |  |
|  | Gran Bretagna | Gran Bretagna | 10            |               |      |               |               |           |  |
|  | Gran Bretagna | Gran Bretagna | 10            |               | Cina | Cina          | 15            |           |  |
|  |               |               |               |               | Cina | Cina          | 15            |           |  |
|  |               |               | Nuova Zelanda | Nuova Zelanda | 16   |               |               |           |  |
|  | Kazakistan    | Kazakistan    | Nuova Zelanda | Nuova Zelanda | 16   | 8             |               |           |  |
|  | Kazakistan    | Kazakistan    |               |               |      | 8             |               |           |  |
|  | Nuova Zelanda | Nuova Zelanda | 23            |               |      | 11º posto     | 11º posto     | 11º posto |  |
|  | Nuova Zelanda | Nuova Zelanda | 23            |               |      |               |               |           |  |
|  |               |               |               |               |      |               |               |           |  |
|  |               |               |               |               |      | Gran Bretagna | Gran Bretagna | 8         |  |
|  |               |               |               |               |      | Gran Bretagna | Gran Bretagna | 8         |  |
|  |               |               |               |               |      | Kazakistan    | Kazakistan    | 6         |  |

### Tabellone 13º-16º posto
|  | 13º- 16º posto | 13º- 16º posto | 13º- 16º posto |           |         | 13º posto | 13º posto | 13º posto |  |
|  |                |                |                |           |         |           |           |           |  |
|  | 4A             | Brasile        | 8              |           |         |           |           |           |  |
|  | 4A             | Brasile        | 8              |           |         |           |           |           |  |
|  | 4B             | Francia        | 17             |           |         |           |           |           |  |
|  | 4B             | Francia        | 17             |           | Francia | Francia   | 19        |           |  |
|  |                |                |                |           | Francia | Francia   | 19        |           |  |
|  |                |                | Sudafrica      | Sudafrica | 8       |           |           |           |  |
|  | 4C             | Singapore      | Sudafrica      | Sudafrica | 8       | 6         |           |           |  |
|  | 4C             | Singapore      |                |           |         | 6         |           |           |  |
|  | 4D             | Sudafrica      | 20             |           |         | 15º posto | 15º posto | 15º posto |  |
|  | 4D             | Sudafrica      | 20             |           |         |           |           |           |  |
|  |                |                |                |           |         |           |           |           |  |
|  |                |                |                |           |         | Brasile   | Brasile   | 18        |  |
|  |                |                |                |           |         | Brasile   | Brasile   | 18        |  |
|  |                |                |                |           |         | Singapore | Singapore | 2         |  |

## Classifica finale
| Pos.    | Squadra       |
| ------- | ------------- |
| Oro     | Stati Uniti   |
| Argento | Ungheria      |
| Bronzo  | Spagna        |
| 4       | Grecia        |
| 5       | Paesi Bassi   |
| 6       | Australia     |
| 7       | Italia        |
| 8       | Canada        |
| 9       | Nuova Zelanda |
| 10      | Cina          |
| 11      | Gran Bretagna |
| 12      | Kazakistan    |
| 13      | Francia       |
| 14      | Sudafrica     |
| 15      | Brasile       |
| 16      | Singapore     |

## Medagliere
| Pos.   | Paese       | Oro | Argento | Bronzo | Totale |
| ------ | ----------- | --- | ------- | ------ | ------ |
| 1      | Stati Uniti | 1   | 0       | 0      | 1      |
| 2      | Ungheria    | 0   | 1       | 0      | 1      |
| 3      | Spagna      | 0   | 0       | 1      | 1      |
| Totale | Totale      | 1   | 1       | 1      | 3      |